# Исикава, Кодзи
Кодзи Исикава (яп. イシカワコウジ Исикава Ко:дзи, 1968 год, Осака, Япония) — современный японский художник. Живёт и работает в Лос-Анджелесе. Выставки его работ проходят по всему миру. Исикава получил степень бакалавра изобразительных искусств в 1991 году в Университете гуманитарных наук Осаки. C 1991 года Исикава провёл около 10 собственных выставок.

## Собственные выставки (избранные)
- 2003 — Atelier Nishinomiya, Хёго, Япония;
- 2000 — Gallery Gen, Фукуока, Япония;
- 1997 — Gallery Gen, Фукуока, Япония;
- 1995 — Gallery Gen, Фукуока, Япония;
- 1994 — Gallery Gen, Фукуока, Япония.